# William Grover-Williams

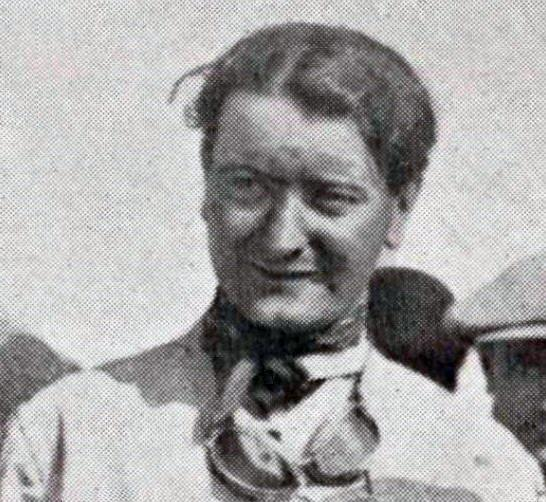
William Grover-Williams vainqueur du Grand Prix du Comminges en 1928, sur Bugatti T35C.

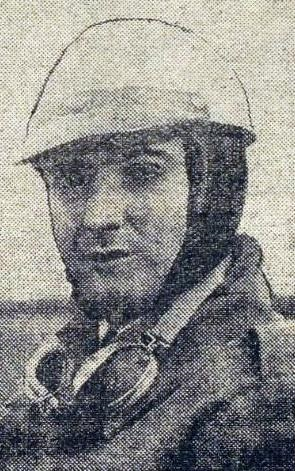
William Grover-Williams en 1931.

William Grover-Williams (parfois dit W. Williams, ou Willy Williams), né le 16 janvier 1903 à Montrouge et mort en mars 1945 à Sachsenhausen, est un pilote de course automobile et, pendant la Seconde Guerre mondiale, un agent secret français du Special Operations Executive.

## Identités
- État civil : William Charles Frederick Grover
- Surnom (emploi fréquent dans le milieu de l'automobile) : « Williams »
- Comme agent du SOE :
  - Nom de guerre (field name) : « Sébastien »
  - Nom de code opérationnel : CHESTNUT (en français CHÂTAIGNE)

Parcours militaire : SOE, section F, general list ; grade : captain ; matricule : 231189

## Biographie

### Avant la Seconde Guerre mondiale
William Grover-Williams naît le 16 janvier 1903, à Montrouge, dans la banlieue de Paris, en France. De père anglais et de mère française, il grandit en étant familier des deux langues, le français et l'anglais. Dès 1919, à seize ans, il travaille comme chauffeur pour le célèbre peintre de guerre irlandais Sir William Orpen (1878-1931).
En 1926, Grover-Williams commence à courir en automobile avec une Bugatti à travers la France, notamment dans le Grand Prix de Provence à Miramas et dans le rallye Monte-Carlo. Ses engagements se concrétisent avec des victoires dans les Grandes Épreuves, des Grand Prix de l'ACF 1928 et 1929.
Au volant d'une Bugatti Type 35B de couleur verte (la couleur qui deviendra le célèbre vert de course britannique), il gagne le premier Grand Prix de Monaco en battant le favori, le grand pilote allemand Rudolf Caracciola, qui était au volant d'une Mercedes.
En novembre, Grover-Williams épouse Yvonne Aupicq, ancienne maîtresse de William Orpen, qu'il avait connue lorsqu'il les conduisait tous deux dans Paris. À l'aise financièrement, ils occupent un appartement dans un quartier chic de Paris et possèdent une grande maison dans la station balnéaire de La Baule.
En 1931, il gagne les Grands Prix de Belgique et de la Baule qu'il remporte également lors des deux éditions suivantes. Sa carrière déclinant, il cesse de courir dans les dernières années de la décennie.

### Pendant la Seconde Guerre mondiale
Après l'occupation de la France par les nazis, il s’enfuit en Grande-Bretagne où il rejoint le Royal Army Service Corps. Du fait de sa maîtrise du français et de l’anglais, il est recruté par le Special Operations Executive (SOE) pour soutenir la Résistance française. Le 30 mai 1942, dans la dernière nuit du mois, il est parachuté à l’aveugle près du Mans en même temps que Christopher Burney « Charles », affecté à une autre mission. Il recrute ses amis pilotes de course Robert Benoist et Jean-Pierre Wimille, et ensemble ils travaillent dans la région de Paris pour établir un réseau clandestin organisé en cellules de sabotage et en comités de réception pour les opérations de parachutage.
Le 2 août 1943, Grover-Williams est arrêté par le SD à Auffargis. Il subit un long interrogatoire, avant d’être déporté à Berlin. Il est emprisonné dans le camp de concentration de Sachsenhausen.
Le 23 mars 1945, il est exécuté avec Francis Suttill, un autre chef de réseau important du SOE. Certains prétendent qu’il aurait survécu, mais il y a peu d’éléments pour soutenir cette thèse.

## Résultats sportifs
Il reçoit le deuxième Grand Prix de la Côte d'Azur attribué en 1926, un trophée récompensant les résultats acquis dans les trois côtes de La Turbie, du Mont Agel et de l'Ésterel, décerné par les Automobile Clubs de Nice, Monaco et Cannes.

### Victoires en Grand Prix
| no | Année | Grand Prix                | Circuit           | Voiture         | Résultats |
| -- | ----- | ------------------------- | ----------------- | --------------- | --------- |
| 1  | 1928  | Grand Prix de France      | Saint-Gaudens     | Bugatti Type 35 | Résumé    |
| 2  | 1929  | Grand Prix de Monaco      | Monaco            | Bugatti Type 35 | Résumé    |
| 3  | 1929  | Grand Prix de France      | Le Mans           | Bugatti Type 35 | Résumé    |
| 4  | 1931  | Grand Prix de Belgique ** | Spa-Francorchamps | Bugatti Type 51 | Résumé    |
| 5  | 1931  | Grand Prix de la Baule    | La Baule          | Bugatti Type 51 | Résumé    |
| 6  | 1932  | Grand Prix de la Baule    | La Baule          | Bugatti Type 51 | Résumé    |
| 7  | 1933  | Grand Prix de la Baule    | La Baule          | Bugatti Type 54 | Résumé    |

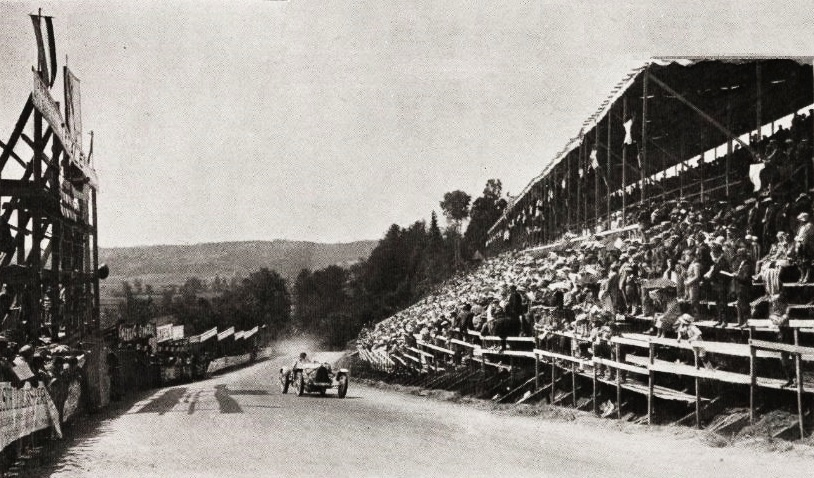
William Grover-Williams vainqueur du Grand Prix du Comminges 1928, sur Bugatti T35C.

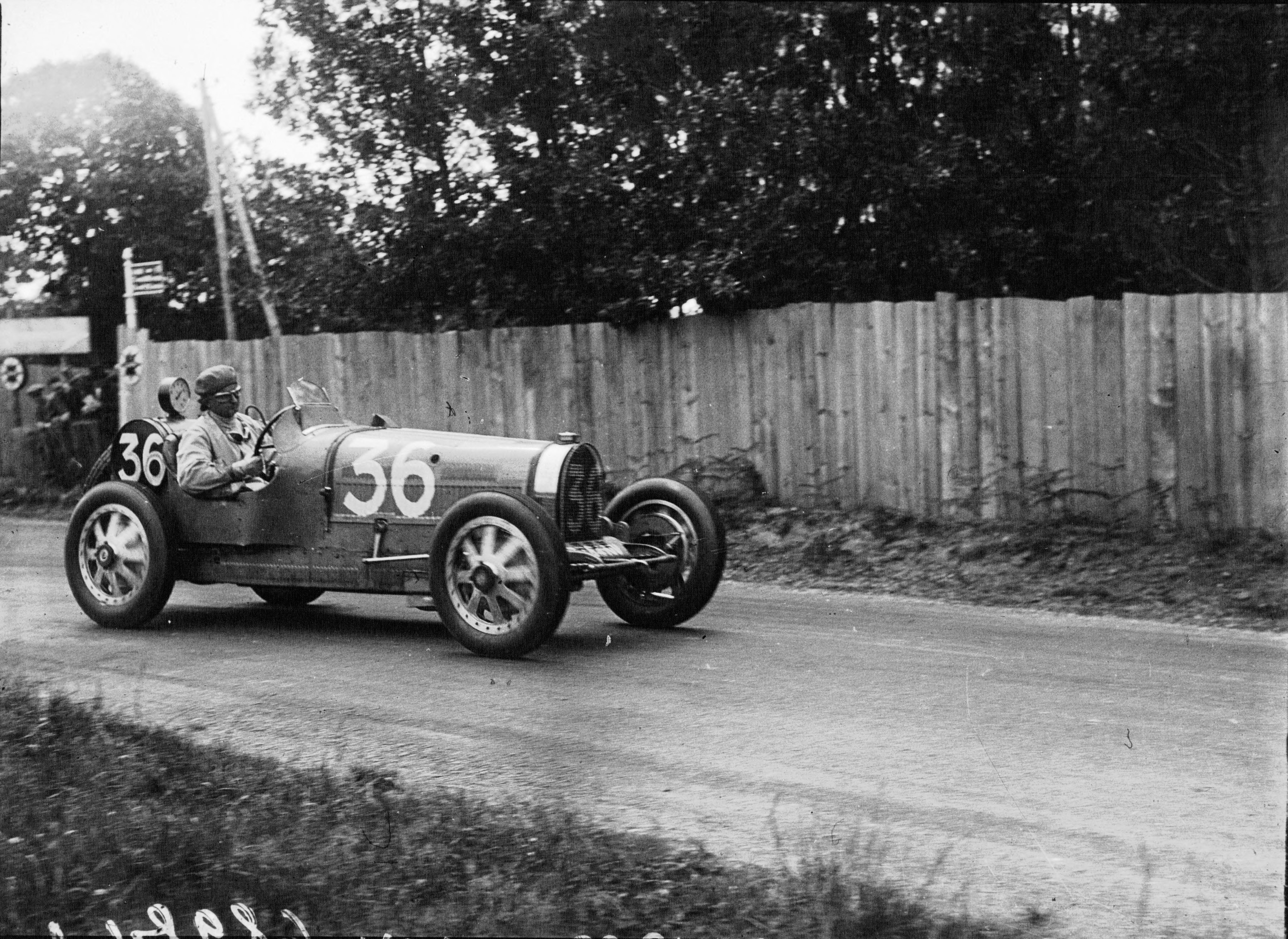
William Grover-Williams au Grand Prix de France 1929 victorieux (Le Mans).

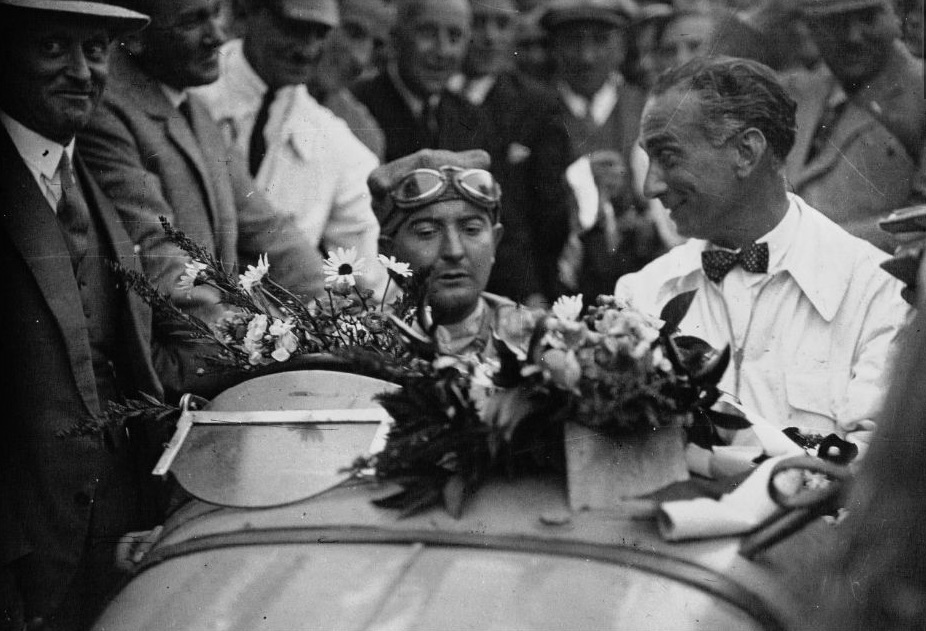
William Grover-Williams (G) et Caberto Conelli (D) vainqueurs du Grand Prix de Belgique 1931 sur Bugatti T51.

** Grover-Williams partage une voiture avec Caberto Conelli.

### Résultats en championnat d'Europe
| Année | Écurie           | Constructeur | 1      | 2         | 3         | 4      | Classement | Points inscrits |
| ----- | ---------------- | ------------ | ------ | --------- | --------- | ------ | ---------- | --------------- |
| 1931  | Usines Bugatti   | Bugatti      | ITA Np | FRA Abd** | BEL 1er** |        | 9e         | 14              |
| 1932  | Engagement privé | Bugatti      | ITA Np | FRA 6e    | ALL Np    |        | 9e         | 20              |
| 1936  | Bugatti          | Bugatti      | MON 9e | ALL Np    | SUI Np    | ITA Np | 18e        | 28              |

** Grover-Williams partage une voiture avec Caberto Conelli.

### Autres
- Sept records internationaux à Montlhéry en octobre 1936, associé à Jean-Pierre Wimille et Pierre Veyron, sur une Bugatti Sport 3,3 l (et record des 24 heures amélioré de 486 kilomètres ; moyenne horaire 199,445 km)[5]

## Reconnaissance

### Distinctions

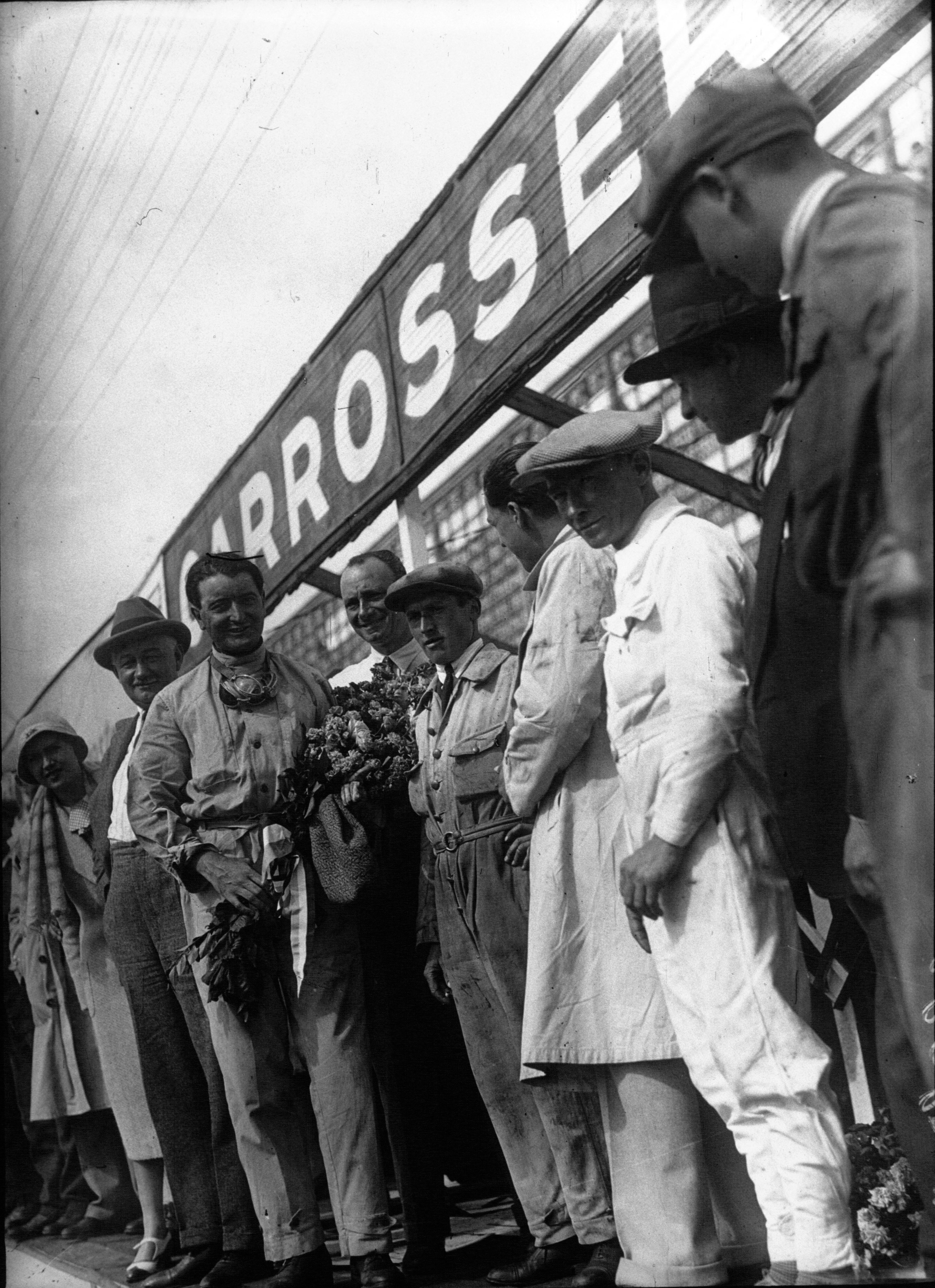
William Grover-Williams, Grand Prix de France en 1929.

- Royaume-Uni : Mention in Despatches.
- France : Croix de guerre 1939-1945.

### Monuments
Grover-Williams est honoré sur les monuments suivants :
- Brookwood Memorial, Surrey, Angleterre, panneau 21, colonne 3.
- Le Mémorial de Valençay, Indre, France, honore les 104 agents de la Section F du SOE morts pour la France.
- Plaque érigée au camp de Sachsenhausen : le nom du « Capt W Grover-Williams FrCdG » figure parmi les vingt « membres courageux des forces britanniques et du Commonwealth, dont beaucoup restent inconnus, qui furent internés à Sachsenhausen et qui ont péri ici ou ailleurs, tombés aux mains de leurs ravisseurs ».

### Médias
- William Grover-Williams a inspiré le personnage principal du jeu vidéo The Saboteur Sean Devlin[6].